# باريس (تينيسي)
باريس (بالإنجليزية: Paris, Tennessee)‏ هي مدينة تقع بولاية تينيسي في وسط شرق الولايات المتحدة. تأسست عام 1823، تبلغ مساحة هذه المدينة 28.3 (كم²)، وترتفع عن سطح البحر 157 م، بلغ عدد سكانها 10156 نسمة في عام 2010 حسب إحصاء مكتب تعداد الولايات المتحدة وتصل الكثافة السكانية فيها 346.5 نسمة/كم2.

## أعلام
- هويل ادموندز جاكسون
- ويليام غرينجر بلونت
- جيمس د. بورتر
- ديفيد إدوارد جاكسون
- جيمي مور
- نانسي فرينش
- شيري جونز
- ديك هدسون

## وصلات خارجية
- The US50 - Cities and Towns in Tennessee State